# Myospalax psilurus
Myospalax psilurus је глодар из породице слепих кучића (лат. Spalacidae). 

## Распрострањење
Врста има станиште у Кини, Монголији и Русији.

## Станиште
Врста Myospalax psilurus има станиште на копну.

## Угроженост
Ова врста није угрожена, и наведена је као последња брига јер има широко распрострањење.

### Популациони тренд
Популација ове врсте је стабилна, судећи по доступним подацима.